# Сант-Анджело-ді-Пьове-ді-Сакко
Сант-Анджело-ді-Пьове-ді-Сакко (італ. Sant'Angelo di Piove di Sacco, вен. Sant'Angeło de Piove de Saco) — муніципалітет в Італії, у регіоні Венето, провінція Падуя.
Сант-Анджело-ді-Пьове-ді-Сакко розташований на відстані близько 410 км на північ від Рима, 105 км на захід від Венеції, 70 км на захід від Падуї.
Населення — 7245 осіб (2014).
Щорічний фестиваль відбувається 29 вересня. Покровитель — святий Архангел Михаїл.

## Демографія
Населення за роками:

Станом на 1 січня 2023 року в муніципалітеті офіційно проживало 547 іноземців з 31 країни, серед них 229 громадян країн Євросоюзу та 4 громадяни України.

## Сусідні муніципалітети
- Бруджине
- Камполонго-Маджоре
- Фоссо
- Леньяро
- Пьове-ді-Сакко
- Саонара
- Вігоново